# Oettingen in Bayern
Oettingen in Bayern, Oettingen i.Bay. – miasto w Niemczech, w kraju związkowym Bawaria, w rejencji Szwabia, w regionie Augsburg, w powiecie Donau-Ries, siedziba wspólnoty administracyjnej Oettingen in Bayern. Leży około 28 km na północny zachód od Donauwörth, nad rzeką Wörnitz, przy drodze B466 i linii kolejowej Nördlingen - Gunzenhausen.
W mieście mieści się siedziba główna grupy piwowarskiej Oettinger Brauerei, produkującej największą ilość piwa w Niemczech.

## Dzielnice
W skład miasta wchodzą następujące dzielnice:
- Erlbach
- Heuberg
- Lehmingen
- Niederhofen
- Nittingen
- Oettingen

## Polityka
Burmistrzem miasta jest Matti Müller z SPD, poprzednio urząd ten obejmował Dieter Paus, rada miasta składa się z 20 osób.
|      | CSU/FWG | SPD | PWG | UL Niederhofen | ABL | Stadtteilliste Oettingen | Razem |
| 2008 | 7       | 6   | 3   | -              | 1   | 3                        | 20    |
| 2002 | 9       | 7   | 3   | 1              | -   | -                        | 20    |